# Batalla de Umm Diwaykarat
La batalla de Umm Diwaykarat fue la última batalla de la guerra mahdista, librada el 24 de noviembre de 1899, y significó el final del efímero Sudán mahdista del autoproclamado mahdi Muhammad Ahmad. En ella las fuerzas anglo-egipcias comandadas por Horatio Kitchener derrotaron definitivamente a lo que quedaba de los ejércitos mahdistas bajo el mando de Abdallahi ibn Muhammad, conocido como el Califa, tras la igualmente desastrosa batalla de Omdurmán acaecida el año anterior.

## Antecedentes
Tras el enfrentamiento en Omdurmán las derrotadas fuerzas mahdistas, que aún constituían un contingente de unos 25 000 hombres, se trasladaron hacia el sur, de Jartum a Kordofán, donde todavía controlaban el territorio de Darfur y las tierras limítrofes con Etiopía. En octubre de 1899 los británicos supieron que el Califa y sus fuerzas estaban junto con los nativos baggara al oeste de Kusti (Kaka), en Kordofán. Kitchener envió 8000 soldados bajo el mando del general Reginald Wingate para interceptarlas. Wingate marchó desde Kusti a las montañas de Kordofán, destruyendo una unidad de apoyo de los mahdistas y encontrando pronto el campamento del Califa.

## La batalla
En ese momento las fuerzas del califa sudanés comprendían unos 10 000 efectivos, y con ellas decidió enfrentarse a los británicos en lugar de continuar retirándose. Durante la noche Wingate se aproximó a su campamento desde los flancos este y norte. Sobre las 05:00 de la madrugada los mahdistas comenzaron a atacar a las fuerzas británicas que se les aproximaban, pero fueron repelidos por el intenso fuego de las ametralladoras Maxim de los europeos. El califa intentó fallidamente reunir a sus hombres, por lo que pronto aceptó que todo estaba perdido. Llamó a sus líderes a reunirse y sentarse con él en una farwa (alfombra de piel) y esperar la muerte. Sus guardias lo protegieron, pero todos fueron abatidos por el fuego británico.

## Consecuencias
Los mahdistas supervivientes se resistieron a la derrota y combatieron por un corto espacio de tiempo bajo el mando de Osman Digna, pero solo hasta la captura de éste en enero de 1900. Los últimos territorios de Darfur no colonizados fueron capturados por los británicos en 1916.